# Tessy-Bocage
Tessy-Bocage is een gemeente in het Franse departement Manche in de regio Normandië en maakt deel uit van het arrondissement Saint-Lô. De gemeente telde 2.219 inwoners op 1 januari 2022.

## Geschiedenis
Tessy-Bocage is op 1 januari 2016 ontstaan door de fusie van de gemeenten Fervaches en Tessy-sur-Vire. 
Op 1 januari 2018 werd de gemeente Pont-Farcy opgeheven, van het departement Calvados naar het departement Manche overgeheveld en opgenomen in [Tessy-Bocage. Hierbij verviel de status van commune associée van Pleines-Œuvres.

## Geografie
De oppervlakte van Tessy-Bocage bedraagt 34,24 vierkante kilometer; Op 1 januari 2022 was de bevolkingsdichtheid 64,8 inwoners per km².

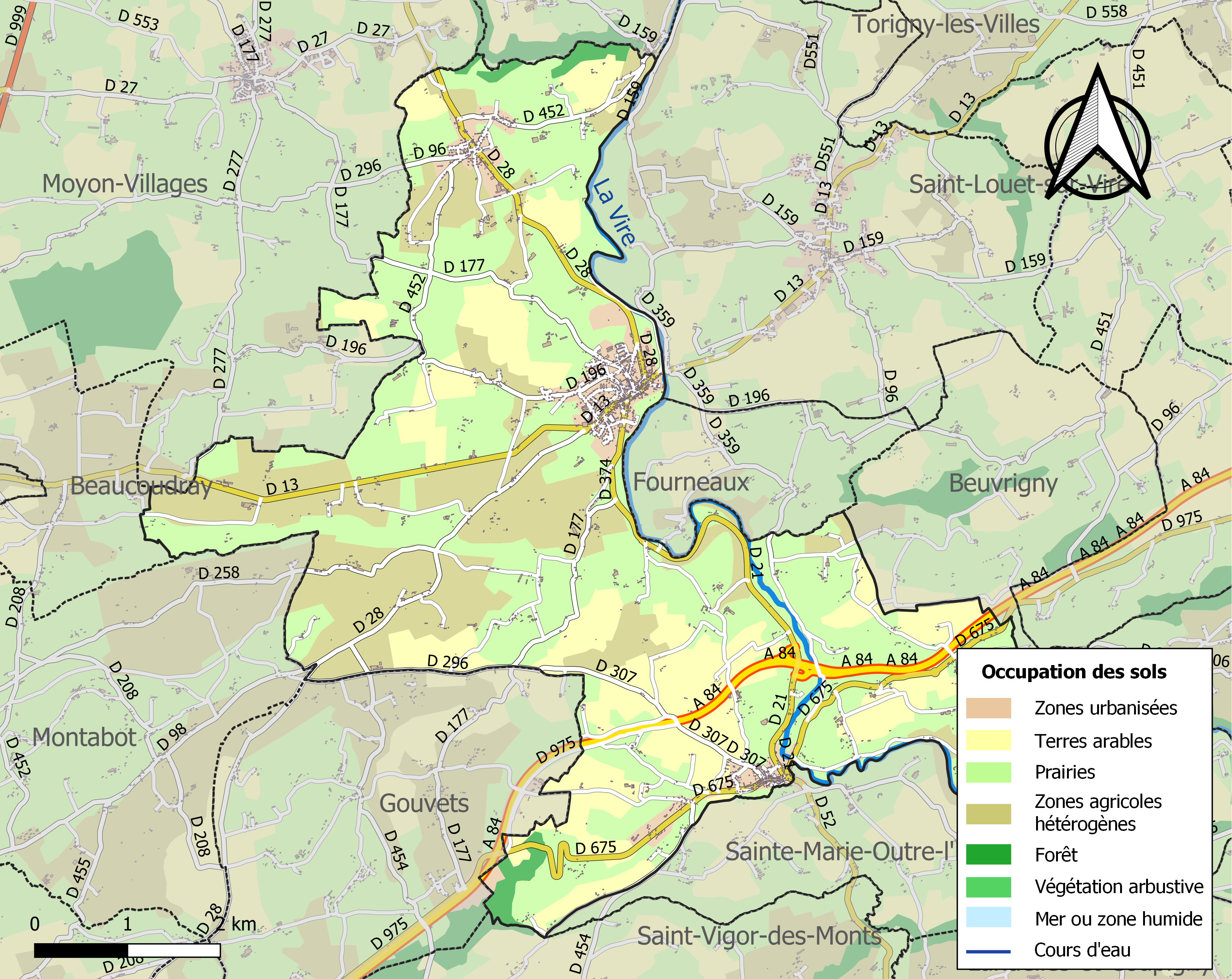
Kaart van de gemeente met de belangrijkste infrastructuur, bodemgebruik en omliggende gemeenten

Beaucoudray · Beuvrigny · Biéville · Condé-sur-Vire · Domjean · Fourneaux · Gouvets · Lamberville · Montrabot · Moyon Villages · Le Perron · Saint-Amand-Villages · Saint-Jean-d'Elle (deels) · Saint-Louet-sur-Vire · Saint-Vigor-des-Monts · Tessy-Bocage · Torigny-les-Villes